# Lijst van gemeentelijke monumenten in Valkenswaard
De gemeente Valkenswaard heeft 34 gemeentelijke monumenten. Hieronder een overzicht. 
| Object                                                              | Bouwjaar                        | Architect                            | Locatie                       | Coördinaten                   | Nr.      | Afbeelding                                                          |
| ------------------------------------------------------------------- | ------------------------------- | ------------------------------------ | ----------------------------- | ----------------------------- | -------- | ------------------------------------------------------------------- |
| Stadsvilla                                                          | circa 1915                      |                                      | Bakkerstraat 4                | 51° 21' 2" NB, 5° 27' 40" OL  | 0858/37  | Stadsvilla                                                          |
| ‘Het Fabriekske’ voormalig sigarenfabriek                           | midden-19e- en vroeg-20e-eeuwse |                                      | Bakkerstraat 57               | 51° 20' 55" NB, 5° 27' 48" OL | 0858/19  | ‘Het Fabriekske’ voormalig sigarenfabriek                           |
| Langgevelboerderij                                                  | 1928                            |                                      | Bergeijksedijk 26             | 51° 18' 22" NB, 5° 24' 22" OL | 0858/54  | Langgevelboerderij                                                  |
| Molenaarswoning                                                     | 1843                            |                                      | Bergstraat 3                  | 51° 21' 1" NB, 5° 26' 16" OL  | 0858/6   | Molenaarswoning                                                     |
| Kerk en pastorie                                                    | 1882                            | H.J. van Tulder                      | Bergstraat 15 en 17           | 51° 20' 58" NB, 5° 26' 8" OL  | 0858/34  | Kerk en pastorie                                                    |
| Voormalig raadhuis Dommelen                                         | 1876                            |                                      | Bergstraat 71                 | 51° 20' 54" NB, 5° 25' 47" OL | 0858/41  | Voormalig raadhuis Dommelen                                         |
| Woonhuis met linnenfabriek                                          | 1920                            | Jos. Grambeek uit Eindhoven          | Brakenstraat 10 en 12         | 51° 21' 10" NB, 5° 27' 54" OL | 0858/26  | Woonhuis met linnenfabriek                                          |
| Voormalige fabrikantenvilla "De Berg"                               | 1927                            | Piet Staals                          | Brouwerijplein 84             | 51° 20' 52" NB, 5° 25' 44" OL | 0858/38  | Voormalige fabrikantenvilla "De Berg"                               |
| Dommelsche bierbrouwerij: ketelhuis, bakstenen gevel en schoorsteen | 1935, 1962, 1930                |                                      | Brouwerijplein 87             | 51° 20' 53" NB, 5° 25' 41" OL | 0858/39  | Dommelsche bierbrouwerij: ketelhuis, bakstenen gevel en schoorsteen |
| Voormalige fabrikantenvilla "De Ruif"                               | 1894                            | Peter Klufens                        | Brouwerijplein 88             | 51° 20' 52" NB, 5° 25' 40" OL | 0858/40  | Voormalige fabrikantenvilla "De Ruif"                               |
| Patriciërswoning                                                    | 1885                            |                                      | Dommelseweg 19                | 51° 20' 58" NB, 5° 27' 15" OL | 0858/36  | Patriciërswoning                                                    |
| Stadsvilla                                                          | 1908                            |                                      | Dommelseweg 23                | 51° 20' 58" NB, 5° 27' 16" OL | 0858/42  | Stadsvilla                                                          |
| Woonhuis                                                            | 1923                            |                                      | Dommelseweg 141               | 51° 21' 3" NB, 5° 26' 46" OL  | 0858/5   | Woonhuis                                                            |
| Woonboerderij                                                       | 1784, in de kern ouder          |                                      | Dorpsstraat 22                | 51° 18' 12" NB, 5° 25' 50" OL | 0858/44  | Woonboerderij                                                       |
| Langgevelboerderij                                                  | 1846                            |                                      | Dorpsstraat 49                | 51° 17' 55" NB, 5° 26' 40" OL | 0858/2   | Langgevelboerderij                                                  |
| Molenaarswoning met bedrijfsruimte                                  | 1913                            |                                      | Dorpsstraat 50A               | 51° 17' 51" NB, 5° 26' 28" OL | 0858/22  | Molenaarswoning met bedrijfsruimte                                  |
| Dorpsraadhuis                                                       | 1857                            |                                      | Dorpsstraat 51                | 51° 17' 56" NB, 5° 26' 41" OL | 0858/3   | Dorpsraadhuis                                                       |
| Pastorie                                                            | 1923                            | Louis Kooken                         | Dorpsstraat 72                | 51° 17' 56" NB, 5° 26' 45" OL | 0858/34b | Pastorie                                                            |
| Langgevelboerderij                                                  | 19e eeuw.                       |                                      | Dorpsstraat 74                | 51° 17' 57" NB, 5° 26' 48" OL | 0858/4   | Langgevelboerderij                                                  |
| Villa Den Hoek                                                      | 1936                            | Jos Renders                          | Hofstraat 2 en Bakkerstraat 1 | 51° 21' 2" NB, 5° 27' 42" OL  | 0858/7   | Villa Den Hoek                                                      |
| Protestantse Ontmoetingskerk                                        | 1962                            | Cees van der Bom en Wouter Ingwersen | Julianastraat 12              | 51° 20' 53" NB, 5° 27' 40" OL | 0858/46  | Protestantse Ontmoetingskerk                                        |
| Voormalige sigarenfabriek                                           | 1926                            | A. Croes                             | Karel Mollenstraat Noord 6    | 51° 21' 20" NB, 5° 27' 45" OL | 0858/43  | Voormalige sigarenfabriek                                           |
| Langgevelboerderij                                                  | 1763                            |                                      | Keersop 32                    | 51° 21' 47" NB, 5° 25' 18" OL | 0858/10  | Langgevelboerderij                                                  |
| Oude RK begraafplaats                                               | 1900                            | Antoon L. Bogers                     | Kerkhofstraat                 | 51° 21' 11" NB, 5° 27' 17" OL | 0858/17  | Oude RK begraafplaats                                               |
| Voormalige sigarenfabriek                                           | 1922-1924                       |                                      | Kerkweg 21-21a                | 51° 20' 59" NB, 5° 27' 20" OL | 0858/45  | Voormalige sigarenfabriek                                           |
| Voormalige sigarenfabriek                                           | 1908                            |                                      | Kromstraat 4                  | 51° 20' 57" NB, 5° 27' 15" OL | 0858/35  | Voormalige sigarenfabriek                                           |
| Villa Zonnekant                                                     | 1928                            | L. en J.A. van der Laan (Leiden)     | Leenderweg 7                  | 51° 21' 6" NB, 5° 27' 43" OL  | 0858/21  | Villa Zonnekant                                                     |
| Tweelaagse dorpsvilla                                               | 1907                            |                                      | Leenderweg 26                 | 51° 21' 5" NB, 5° 27' 46" OL  | 0858/47  | Tweelaagse dorpsvilla                                               |
| Villa                                                               | 1881                            |                                      | Leenderweg 36                 | 51° 21' 6" NB, 5° 27' 49" OL  | 0858/18  | Villa                                                               |
| Voormalige herberg                                                  | 1832                            | Ant. Peels uit Valkenswaard          | Leenderweg 42                 | 51° 21' 6" NB, 5° 27' 51" OL  | 0858/24  | Voormalige herberg                                                  |
| Bakkerij Hoekx                                                      | 1924                            | Jan Luijten uit Aalst.               | Leenderweg 44                 | 51° 21' 6" NB, 5° 27' 52" OL  | 0858/28  | Bakkerij Hoekx                                                      |
| Vrijstaand woonhuis                                                 | 1926                            |                                      | Leenderweg 46                 | 51° 21' 7" NB, 5° 27' 52" OL  | 0858/29  | Vrijstaand woonhuis                                                 |
| Voormalig winkelpand in ijzerwaren                                  | ca. 1900                        |                                      | Leenderweg 75                 | 51° 21' 8" NB, 5° 28' 2" OL   | 0858/30  | Voormalig winkelpand in ijzerwaren                                  |
| Voormalige sigarenfabriek                                           | 1922                            |                                      | Leenderweg 89                 | 51° 21' 9" NB, 5° 28' 6" OL   | 0858/48  | Voormalige sigarenfabriek                                           |
| Tweelaagse dorpsvilla met een bedrijfsruimte                        | circa 1900                      |                                      | Maastrichterweg 3             | 51° 20' 57" NB, 5° 27' 31" OL | 0858/49  | Tweelaagse dorpsvilla met een bedrijfsruimte                        |
| Vrijstaande eenlaagse eclectische dorpsvilla                        | 1894                            |                                      | Maastrichterweg 5             | 51° 20' 56" NB, 5° 27' 31" OL | 0858/50  | Vrijstaande eenlaagse eclectische dorpsvilla                        |
| Dorpswoning met bedrijfsruimte                                      | 1720-1730                       |                                      | Maastrichterweg 23            | 51° 20' 52" NB, 5° 27' 29" OL | 0858/11  | Dorpswoning met bedrijfsruimte                                      |
| Brandweertoren                                                      | 1954                            |                                      | Maastrichterweg 51a           | 51° 20' 46" NB, 5° 27' 27" OL | 0858/33  | Brandweertoren                                                      |
| Voormalige pastorie v.d. hervormde kerk                             | 1907                            |                                      | Markt 3                       | 51° 21' 3" NB, 5° 27' 41" OL  | 0858/12  | Voormalige pastorie v.d. hervormde kerk                             |
| Villa van stichter de Hofnar J. Heesterbeek                         | 1917                            |                                      | Markt 5                       | 51° 21' 2" NB, 5° 27' 40" OL  | 0858/9   | Villa van stichter de Hofnar J. Heesterbeek                         |
| Woning van sigarenfabrikant P. Moonen                               | 1905                            |                                      | Markt 9                       | 51° 21' 2" NB, 5° 27' 39" OL  | 0858/16  | Woning van sigarenfabrikant P. Moonen                               |
| Woonhuis                                                            | 1892                            |                                      | Markt 13                      | 51° 21' 2" NB, 5° 27' 38" OL  | 0858/15  | Woonhuis                                                            |
| In de sleutel                                                       | 17e eeuw                        |                                      | Markt 20                      | 51° 21' 3" NB, 5° 27' 32" OL  | 0858/13  | In de sleutel                                                       |
| Voormalig hotel de Valk                                             | 1902                            | Grambeek.                            | Markt 31                      | 51° 21' 1" NB, 5° 27' 34" OL  | 0858/23  | Meer afbeeldingen                                                   |
| Herenhuis                                                           | 1913                            | Grambeek                             | Markt 31a-33                  | 51° 21' 0" NB, 5° 27' 33" OL  | 0858/8   | Herenhuis                                                           |
| Winkelpand                                                          | ca. 1890                        |                                      | Markt 45                      | 51° 20' 58" NB, 5° 27' 33" OL | 0858/31  | Winkelpand                                                          |
| Drielaags horecapand, voormalige bierbrouwerij De Zwaan             | ca. 1925                        |                                      | Markt 49                      | 51° 20' 57" NB, 5° 27' 32" OL | 0858/51  | Drielaags horecapand, voormalige bierbrouwerij De Zwaan             |
| Café 'In de Swaen'                                                  | 1902                            |                                      | Markt 51                      | 51° 20' 57" NB, 5° 27' 31" OL | 0858/52  | Café 'In de Swaen'                                                  |
| Sint-Servatiuskerk (Borkel)                                         | 1844                            | Klessens                             | Monseigneur Kuypersplein 20   | 51° 17' 55" NB, 5° 26' 42" OL | 0858/34a | Sint-Servatiuskerk (Borkel)                                         |
| T-boerderij                                                         | ca. 1900                        |                                      | Mgr. Smetsstraat 29           | 51° 20' 38" NB, 5° 25' 45" OL | 0858/20  | T-boerderij                                                         |
| Theehuisje                                                          | 1900                            |                                      | Molenstraat 210               | 51° 20' 13" NB, 5° 26' 44" OL | 0858/25  | Upload foto                                                         |
| Carolus voormalig congregatieklooster                               | 1929                            | A. Boosten                           | Oranje Nassaustraat 8         | 51° 21' 16" NB, 5° 27' 32" OL | 0858/14  | Carolus voormalig congregatieklooster                               |
| Kleine Leijenhuijsinge                                              | ca. 1664                        |                                      | Peperstraat 58                | 51° 20' 54" NB, 5° 27' 47" OL | 0858/1   | Kleine Leijenhuijsinge                                              |
| Kerk en pastorie                                                    | 1951-1954                       | Jos. Bedaux                          | Warande 8 en 10               | 51° 20' 58" NB, 5° 26' 8" OL  | 0858/32  | Kerk en pastorie                                                    |

's-Hertogenbosch ·
Alphen-Chaam ·
Altena ·
Asten ·
Baarle-Nassau ·
Bergeijk ·
Bergen op Zoom ·
Bernheze ·
Best ·
Bladel ·
Boekel ·
Boxtel ·
Cranendonck ·
Deurne ·
Dongen ·
Drimmelen ·
Eersel ·
Eindhoven ·
Etten-Leur ·
Lijst van gemeentelijke monumenten in Geertruidenberg ·
Geldrop-Mierlo ·
Gemert-Bakel ·
Gilze en Rijen ·
Goirle ·
Halderberge ·
Heeze-Leende ·
Helmond ·
Heusden ·
Hilvarenbeek ·
Laarbeek ·
Land van Cuijk ·
Maashorst ·
Meierijstad ·
Moerdijk ·
Nuenen, Gerwen en Nederwetten ·
Oirschot ·
Oisterwijk ·
Oosterhout ·
Oss ·
Reusel-De Mierden ·
Roosendaal ·
Someren ·
Son en Breugel ·
Lijst van gemeentelijke monumenten in Steenbergen ·
Tilburg ·
Valkenswaard ·
Vught ·
Waalre ·
Waalwijk ·
Woensdrecht ·
Zundert